# Леопольд Лагола
Леопольд Лагола (справжнє ім'я Леопольд Ар'є Фрідман, івр. אריה להולה – Arje Lahola; нар. 30 січня 1918, Пряшів – пом. 12 квітня, Братислава) – словацький драматург, прозаїк, сценарист і кінорежисер, один з піонерів ізраїльського кіно.

## Життєпис
Дитинство провів в Ораві, освіту здобував у гімназії, а згодом на факультеті мистецтв Університету Коменського в Братиславі. Брав приватні уроки у відомого словацького художника Яна Мудроха. 
Навчання перевала Друга світова війна, під час якої Леопольду довелося покинути університет через своє єврейське походження. Він брав активну участь у боях як солдат, згодом був інтернований у трудовий табір у Новаках. Під час Словацького національного повстання воював у Телґарті, де був поранений, і до кінця війни працював військовим кореспондентом та редактором.
Виїхав до Ізраїлю в 1949 році.
Згодом оселився в НДР, де режисував і писав сценарії, театральні та телевізійні вистави. Відвідав свою батьківщину в 1960-х.
Несподівано помер у 1968 році.

## Творчість
Вже під час навчання в середній школі він переклав добірку новоєврейської поезії. 
Окрім написання віршів та перекладів, займався також створенням та постановкою п’єс. 
З 1945 року використовував псевдонім Лагола. Наприкінці 1940-х був одним із найвідоміших драматургів. Створив сценарії і знявся у кількох фільмах. У 1960-х зняв фільм «Солодкий час Калімагдори» за мотивами утопічного роману Яна Вайсса «Спати на зодіаку».
Незабаром після закінчення роботи над фільмом Леопольд Лагола помер від третього серцевого нападу у Братиславі.  
Також писав прозу, яка була опублікована в 1968 році під назвою «Остання річ».

## Вибрані твори

### Театральні вистави
- 1947 – «Безвітря у Зуелі» (Bezvetrie v Zuele)
- 1948 – «Чотири сторони світу» (Štyri strany sveta)
- 1949 – «Вбивство» (Atentát)
- 1967 – «Плями на сонці» (Škvrny na slnku)
- 1968 – «Інферно»

### Сценарії фільмів
- 1948 – «Біла темрява» (Bílá tma)
- 1948 – «Вовчі Діри» (Vlčie diery)
- 1948 – «Повернення додому» (Návrat domů)
- 1968 – «Солодкий час Калімагдори» (Sladký čas Kalimagdory)

### Інші роботи
- 1940 – «Чамсін», переклад новоєврейської поезії (Chamsin, preklad novohebrejskej poézie)
- 1968 – «Остання річ», підбірка новел і оповідань (Posledná vec, výber poviedok, noviel a čŕt)
- 1995 – «Як отрута скорпіона», вибрані  поезії (Ako jed škorpióna, výber z poézie)